# Гейзель, Марк Аронович
Марк Аронович Гейзель (1909—1941) — советский журналист и детский писатель.

## Биография
Марк Гейзель родился в 1909 году в Могилёве. В 1924 году переехал в Ленинград. Окончил среднюю школу, затем учился на киноотделении Высших курсов искусствоведения при Институте истории искусств. Во время учёбы начал свою литературную деятельность. Публиковал свои произведения в журнале «Кипяток», приложении к «Красной газете». C 1927 года — постоянный сотрудник детской газеты «Ленинские искры». В этом издании он вёл сатирическую «газету в газете» — «Баклажка». В 1938 году вступил в КПСС.
Участвовал в Советско-финской войне. После начала Великой Отечественной войны пошёл добровольцем в армию. Был направлен в Таллин военкором в газету «Красный Балтийский флот». Погиб 28 августа 1941 года на пароходе «Кришьянис Валдемарас» вместе с редакцией газеты во время перехода эскадры Краснознамённого Балтийского флота из Таллина в ленинградский морской порт Кронштадт (потоплен немецкой авиацией). На том же корабле погиб другой ленинградский писатель Юрий Инге. 23 января 1963 года, к 20-летию снятия блокады Ленинграда, Гейзель был посмертно принят в Союз писателей СССР.

## Сочинения
- Снимите ваши галоши: Фельетоны. — Л., 1930;
- Кандидаты. — Л., 1931;
- Две доски: [Стихи]. — Л., 1931;
- О больших, которые терпеть не могут маленьких. —Л., 1931;
- Торф: [Очерк] / Авт. М. Гейзель, М. Ивановский. — Л., 1931;
- Пять Мухиных. Пьеса. — Л. 1933.